# Allium pyrenaicum
Allium pyrenaicum — вид трав'янистих рослин родини амарилісові (Amaryllidaceae), ендемік східних Піренеїв Іспанії.

## Опис
Цибулини 16–42 × 17–41 мм, від кулястих до яйцеподібних, поодинокі, без цибулинок; зовнішня оболонка сірувата. Стебло 56–120 см, має круглий переріз. Листків 4–7, розташовані уздовж нижньої половини стебла, голі, без черешка; пластина 25–41 × (0.46)0.95–1.56(3.1) см, лінійно-ланцетна, плоска, гостра, з сосочковими полями. Суцвіття 33–72(90) × 34–90 мм, кулясті або півсферичні, щільні, містять 40–200 яйцеподібних або циліндричних квіток, без цибулинок. Листочки оцвітини ± ланцетні, загострені, білуваті зі зеленуватою серединною жилкою, є сосочкові горбики на кілі та полях; пиляки коричневі. Насіння чорне. 2n = 32.
Квітне у червні й липні.

## Поширення
Ендемік східних Піренеїв Іспанії.
Зростає на узліссях, на кам'янистих ділянках, дуже пересіченій місцевості, на узбіччях доріг; на висотах 690–1290 м н. р. м..

## Загрози й охорона
Випас худоби та розширення лісів є головною загрозою для цього виду.
Трапляється на заповідних територіях.